# Cena Ericha Salomona
Cena Ericha Salomona (v originále Dr.-Erich-Salomon-Preis) je ocenění za celoživotní dílo pro fotožurnalisty udílené německou Fotografickou společností (Deutsche Gesellschaft für Fotografie). Tato cena je věnována fotografovi Erichu Salomonovi. Prvních 12 let byla cena udělována pouze institucím, od roku 1983 mohou cenu získat i jednotliví fotografové.

## Seznam vítězů
- 1971 – Magazín Stern
- 1972 – Magazín Du
- 1973 – Magazín Avenue
- 1974 – Magazín Epoca

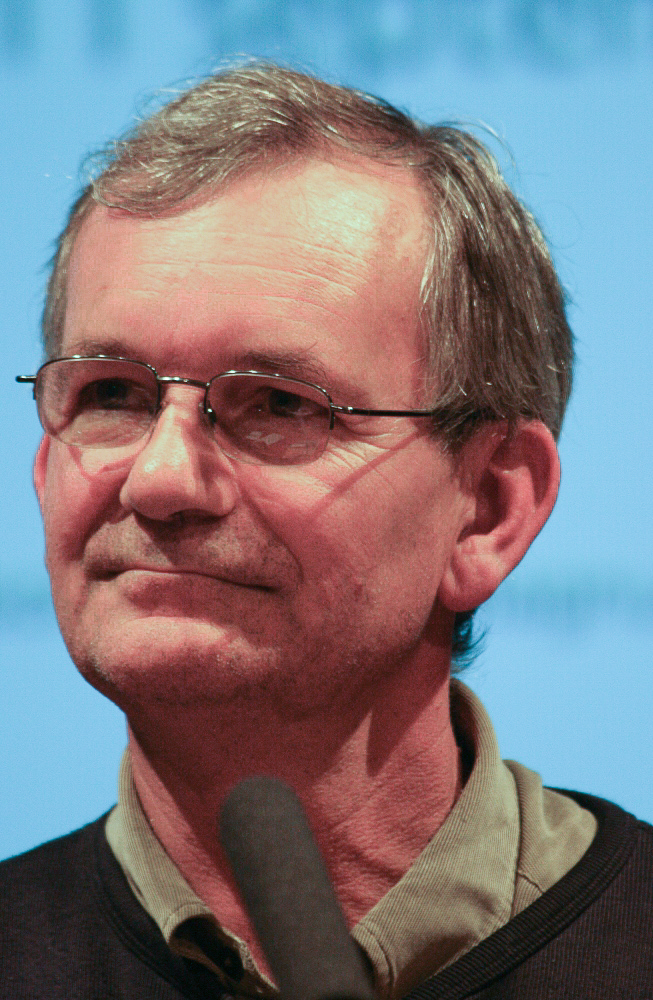
Martin Parr získal tuto cenu v roce 2006

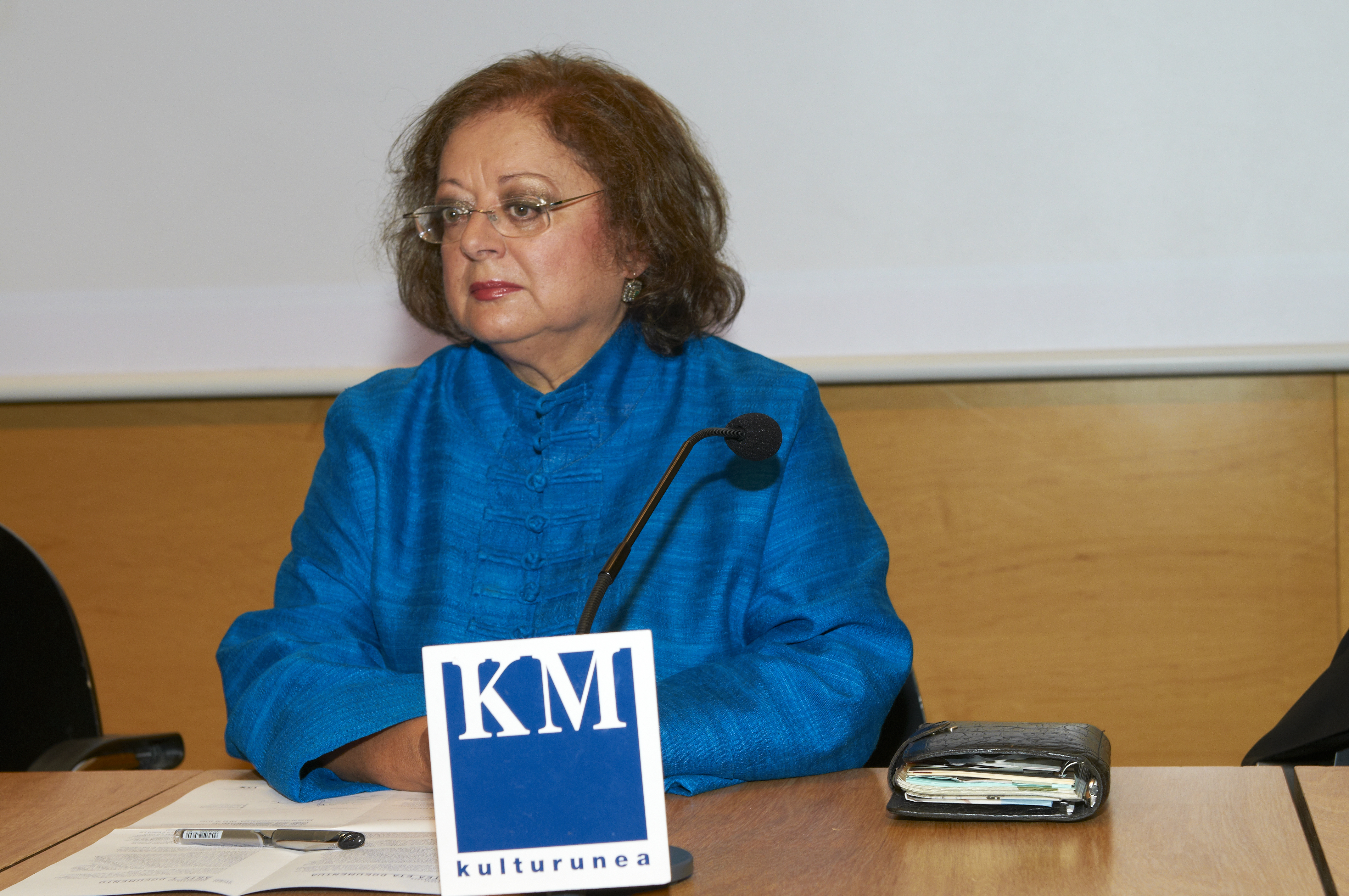
Cristina García Rodero

- 1975 – Pořad ZDF Personenbeschreibung, Georg Stefan Troller
- 1976 – Magazín Zeitmagazin
- 1977 – Magazín Bild der Wissenschaft
- 1978 – National Geographic Magazín
- 1979 – Der 7. Sinn
- 1980 – GEO
- 1981 – Picture service of Deutsche Presse-Agentur (DPA)
- 1982 – World Press Photo
- 1983 – Lotte Jacobi - Tim Gidal
- 1984 – Frankfurter Allgemeine Magazin
- 1985 – Robert Frank
- 1986 – Peter Magubane
- 1987 – Josef H. Darchinger
- 1988 – Sebastiao Salgado
- 1989 – Barbara Klemm
- 1990 – Cristina García Rodero
- 1991 – Robert Lebeck
- 1992/93 – Don McCullin
- 1994 – Mary Ellen Mark
- 1995 – Gilles Peress
- 1996 – Regina Schmeken
- 1997 – Peter Hunter
- 1998 – René Burri
- 1999 – Eva Besnyö
- 2000 – Arno Fischer
- 2001 – Herlinde Koelbl
- 2002 – Reporters sans frontières
- 2003 – John G. Morris
- 2004 – Will McBride
- 2005 – Horst Faas
- 2006 – Martin Parr
- 2007 – Letizia Battaglia[1]
- 2008 – Anders Petersen[2]
- 2009 – Sylvia Plachy[3]
- 2010 – Michael von Graffenried
- 2011 – Heidi a Hans-Jürgen Kochovi
- 2012 – Peter Bialobrzeski
- 2013 – Paolo Pellegrin
- 2014 – Gerd Ludwig
- 2015 – Josef Koudelka
- 2016 – Rolf Nobel[4]
- 2017 – Antanas Sutkus
- 2018 – ?
- 2019 – Stephanie Sinclair
- 2020 – Chris Killip
- 2021: Hans-Jürgen Burkard
- 2022: Susan Meiselas
- 2023: Rafał Milach
- 2024: Andrea Diefenbach